# Nelson Veras

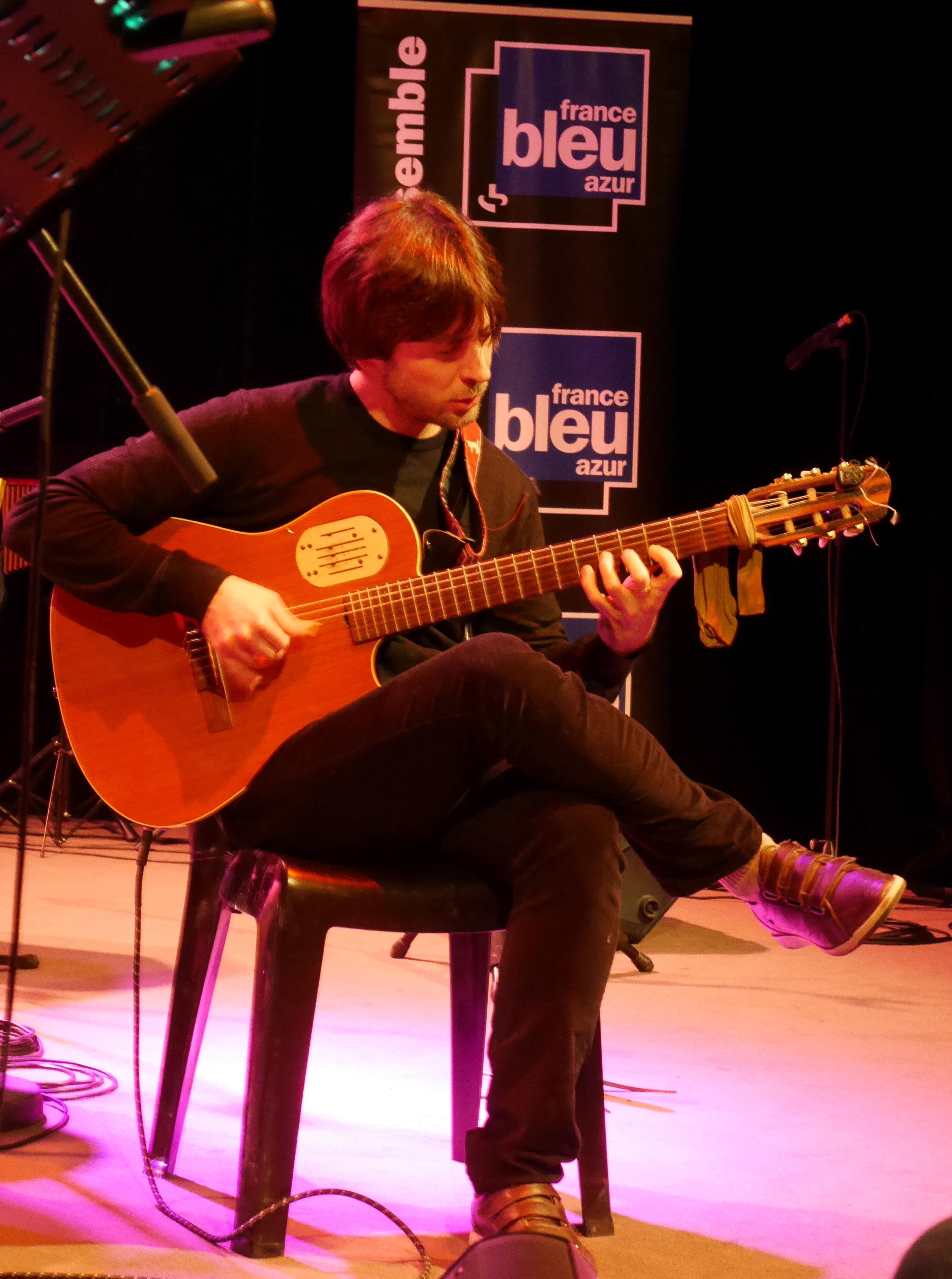
Nelson Veras

Nelson Veras (* 6. August 1977 in Salvador da Bahia) ist ein brasilianischer Jazzgitarrist. Seine „mühelos wirkende Technik“ und seine Fantasie scheinen beinahe grenzenlos.

## Leben und Wirken
Veras begann mit acht Jahren Gitarre zu spielen. In Bahia erhielt er zunächst klassischen Unterricht und transkribierte Soli von Platten. Nach einem Umzug nach Paris begann er dort mit 14 Jahren ein Jazz-Studium bei Jeff Gardner, um dann ein hochkarätiges Quartett zu gründen. 1992 wurde er beim Festival Jazz in Marciac von Frank Cassenti und Pat Metheny entdeckt; Aldo Romano spielte mit ihm Aufnahmen ein, etwa die Alben Intervista und Chante; auch Jeff Gardner holte ihn für seine Alben Sky Dance und Second Home ins Studio. Er kehrte dann nach Brasilien zurück, um seine Schulausbildung zu beenden, bevor er nach Paris ging, um dort am Konservatorium zu studieren.
In Paris arbeitete er mit Musikern wie Lee Konitz, Aldo Romano, Dominique di Piazza, Michel Graillier, Malik Mezzadri und Jean-Louis Matinier zusammen. Mit Gildas Boclé und Marcello Pelliterri nahm er das Album De Jazz et de Brasil (2001) auf. Mit dem Flötisten Malik Mezzadri, dem Bassisten Daniel Yvinec und dem Schlagzeuger Stéphane Galland gründete er das Nelson Veras Quartet; 2004 veröffentlichte er beim Label Bleu sein Album Nelson Veras. Weitere Alben unter eigenem Namen folgten bei Bee Jazz. 2009 trat er mit Airelle Besson, Jozef Dumoulin und Stéphane Galland beim 22. Internationalen Gitarrenfestival Freiburg auf.
Als Sideman spielte Veras u. a. mit Michel Petrucciani, Gary Peacock, Mark Turner, Steve Coleman, Fabrice Moreau, Pablo Held und Mátyás Szandai. Er ist auch auf Alben von Claude Nougaro, Dimitri from Paris, Jean-Louis Matinier, Hubert Dupont, Jean-Baptiste Boclé, Adam Pierończyk, Frédéric Viale und Félix Zurstrassen zu hören.

## Diskographische Hinweise
- Jeff Gardner/Rick Margitza: Second Home, 1994
- Ivete Sangalo: Canibal, 1999
- Magic Malik Orchestra: 69 96, 2000
- Yoshino: Passion Flute, 2001
- Nelson Veras, 2004
- Aka Moon/Robin Eubanks: Amazir, 2005
- Harmen Fraanje Quintet: Ronja, 2005
- Christophe Wallemme: Namaste, 2006
- Steve Coleman/Five Elements: Weaving Symbolics, 2006
- Dominique di Piazza: Princess Sita, 2007
- Solo Session Vol.1, 2009
- Nelson Veras, Thomas Morgan, Stéphane Galland: Rouge sur Blanc, 2011
- Airelle Besson / Nelson Veras: Prélude, 2014
- Franck Nicolas, Nelson Veras, Sonny Troupé: Trio Soleil, 2015
- Toma Gouband/Benoît Delbecq/Nelson Veras: 1-0, 2016
- Jonathan Kreisberg, Nelson Veras: Kreisberg Meets Veras, 2018
- Pablo Held: Ascent, 2020
- Florian Arbenz, Hermon Mehari, Nelson Veras: Conversations #1: Condensed, 2021

## Lexigraphische Einträge
- Philippe Carles, André Clergeat, Jean-Louis Comolli: Le nouveau dictionnaire du jazz. R. Laffont: Paris 2011; ISBN 978-2-221-11592-3